# エリザベス・ダイグナン
エリザベス・メアリー・ダイグナン（Elizabeth Mary Deignan、MBE、1988年12月18日 - ）は、イングランド、ビーヴァリー出身の女子自転車競技選手。旧姓：アーミステッド（Armitstead）。夫は元自転車ロードレース選手のフィリップ・ダイグナン。
英語圏では一般的に、エリザベスの短縮形でリジー (Lizzie) と表記し、リジー・ダイグナン (Lizzie Deignan) と呼ばれている。

## 来歴

### 2005年
- ジュニア世界選手権自転車競技大会 スクラッチ 2位

### 2007年
- チェシャークラシック 総合優勝
- 欧州選手権 U23部門スクラッチ 優勝

### 2008年
- UCIトラックワールドカップ2008-2009
  - マンチェスター - ポイントレース、スクラッチ、団体追抜 優勝
  - メルボルン - スクラッチ、団体追抜 優勝

### 2009年
- UCIトラックワールドカップ2008-2009
  - コペンハーゲン - スクラッチ、団体追抜 優勝
- トラック世界選手権
  - 団体追抜 優勝（+ ウェンディ・フーヴナゲル、ジョアンナ・ロウセル）
  - スクラッチ2位
  - ポイントレース3位

### 2010年
- トラック世界選手権
  - 団体追抜 2位
  - オムニアム 2位
- ロード世界選手権 個人ロードレース 9位
- コモンウェルスゲームズ 個人ロード 2位

### 2011年
- UCIトラックワールドカップ2010-2011
  - 北京 - オムニアム 優勝
- ロード世界選手権 個人ロードレース 7位

### 2012年
- オムロープ・ファン・ヘット・ハヘラント（英語版） 優勝
- ヘント〜ウェヴェルヘム女子レース（英語版） 優勝
- ロンドンオリンピック
  -  個人ロード 2位
  - ITT 10位

### 2013年
- イギリス選手権・女子個人ロードレース 優勝

### 2014年
- オムロープ・ファン・ヘット・ハヘラント（英語版） 優勝
- ロンド・ヴァン・ドレンテ（英語版） 優勝
- 女子ツアー・オブ・チューリンゲン（英語版）  山岳賞(第1ステージ優勝)
- コモンウェルスゲームズ 女子ロードレース 優勝

### 2015年
- レディース・ツアー・オブ・カタール（英語版）  総合優勝、 ポイント賞(第3、4ステージ優勝)
- トロフェオ・アルフレッド・ビンダ（英語版） 優勝
- ボエルズ・レンタルヒルズクラシック（英語版） 優勝
- フィラデルフィア・サイクリングクラシック（英語版） 優勝
- ウーマンズ・ツール（英語版） 区間優勝(第1ステージ)
- イギリス選手権・女子個人ロードレース 優勝
- GP・ド・プルエ（英語版） 優勝
- 世界選手権　 女子個人ロードレース 優勝

### 2016年
- オムロープ・ヘット・ニウスブラット 女子レース（英語版） 優勝
- ストラーデビアンケ女子レース（英語版） 優勝
- トロフェオ・アルフレッド・ビンダ（英語版） 優勝
- ロンド・ファン・フラーンデレン女子レース（英語版） 優勝
- ボエルズ・レンタルヒルズクラシック（英語版） 優勝
- ウーマンズ・ツール（英語版） 総合優勝(第3ステージ優勝)
- チームスカイ所属のフィリップ・ダイグナンと結婚

### 2017年
- ツール・ド・ヨークシャー女子レース（英語版） 優勝
- イギリス選手権・女子個人ロードレース 優勝
- GP・ド・プルエ（英語版） 優勝

### 2018年
- 第1子（女の子）を出産

### 2019年
- ウーマンズ・ツール（英語版）  総合優勝、 ポイント賞(第5ステージ優勝)

### 2020年
- GP・ド・プルエ（英語版） 優勝
- ラ・クルス by ツール・ド・フランス（英語版） 優勝
- ジロ・ローザ 区間優勝（第1ステージ・チームタイムトライアル）
- リエージュ〜バストーニュ〜リエージュ女子レース（英語版） 優勝

### 2021年
- ツール・ド・スイス女子レース（英語版）  総合優勝、 ポイント賞、 山岳賞
- ジロ・ローザ 区間優勝（第1ステージ・チームタイムトライアル）
- パリ〜ルーベ女子レース（英語版） 優勝

### 2022年
- 第2子（男の子）を出産

### 2023年
- 大英帝国勲章（MBE）を受章